# Вольная борьба на летних Олимпийских играх 1972 — до 82 кг
Соревнования по вольной борьбе в рамках Олимпийских игр 1972 года в среднем весе (до 82 килограммов) прошли в Мюнхене с 27 по 31 августа 1971 года во «Wrestling-Judo Hall».
Турнир проводился по системе с начислением штрафных баллов.
- 0 штрафных очков в случае чистой победы или дисквалификации противника, а также неявки;
- 0,5 штрафных очка в случае победы ввиду явного технического превосходства (на восемь и более баллов);
- 1 штрафное очко в случае победы по баллам (с разницей менее восьми баллов);
- 2 штрафных очка в случае результативной ничьей;
- 2,5 штрафных очка в случае безрезультатной ничьей (пассивной ничьей);
- 3 штрафных очка в случае поражения по баллам (с разницей менее восьми баллов);
- 3,5 штрафных очка в случае поражения ввиду явного технического превосходства соперника (на восемь и более баллов);
- 4 штрафных очка в случае чистого поражения или дисквалификации а также неявки.

Трое оставшихся борцов выходили в финал, где проводили встречи между собой. Встречи между финалистами, состоявшиеся в предварительных схватках, шли в зачёт. Схватка по регламенту турнира продолжалась 9 минут в три трёхминутных периода, в партер ставили менее активного борца. Мог быть назначен овертайм.
В среднем весе боролись 24 участников. Самым молодым участником был 20-летний Тарас Хирб, самым возрастным 30-летний Констанс Бенс. На победу могли претендовать только начинавший свою международную карьеру, чемпион мира 1971 года Леван Тедиашвили, опытный немецкий борец Хорст Штоттмайстер, весьма работоспособный румын Василе Йорга, также очень опытный чувствительный борец Тацуо Сасаки. Ожидались сюрпризы от мало известного в Европе Джона Петерсона. До финальных встреч дело не дошло: в шестом круге не осталось никого, кроме Левана Тедиашвили, кто имел бы право на продолжение борьбы. Петерсон, как имеющий среди выбывших меньше всего штрафных баллов, получил серебряную медаль, а Василе Йорга при равенстве в баллах с Штоттмайстером — бронзовую медаль, в связи с тем, что Штоттмайстер провёл меньше встреч в ходе турнира

## Медалисты
- Леван Тедиашвили (URS)
- Джон Петерсон (USA)
- Василе Йорга (ROU)

## Первый круг
| Штрафных баллов | Участник 1               | Результат                                   | Участник 2                 | Штрафных баллов |
| --------------- | ------------------------ | ------------------------------------------- | -------------------------- | --------------- |
| 4               | Дэвид Аспин (NZL)        | Дисквалификация обоих за пассивность (7:08) | Харишчандра Бираджар (IND) | 4               |
| 2               | Тацуо Сасаки (JPN)       | Ничья                                       | Али Хагилу (IRI)           | 2               |
| 1               | Джимми Мартинетти (SUI)  | По очкам                                    | Хесус Бланко (ARG)         | 3               |
| 1               | Василе Йорга (ROU)       | По очкам                                    | Андре Бушоль (FRA)         | 3               |
| 0               | Петер Ноймайр (FRG)      | Туше (0:52)                                 | Констант Бенс (BEL)        | 3               |
| 0               | Джон Петерсон (USA)      | Туше (1:49)                                 | Ричард Барраклу (GBR)      | 4               |
| 0               | Ян Выпиржук (POL)        | Туше (8:41)                                 | Лупе Лара (CUB)            | 4               |
| 0               | Курт Эльмгрен (SWE)      | Туше (3:31)                                 | Гулам Дастагир (AFG)       | 4               |
| 0,5             | Леван Тедиашвили (URS)   | За явным превосходством                     | Ибрагим Диоп (SEN)         | 3,5             |
| 1               | Тумурийн Артаг (MGL)     | По очкам                                    | Хайри Полат (TUR)          | 3               |
| 1               | Хорст Штоттмайстер (GDR) | По очкам                                    | Иштван Ковач (HUN)         | 3               |
| 1               | Иван Илиев (BUL)         | По очкам                                    | Тарас Хирб (CAN)           | 3               |

## Второй круг
| Штрафных баллов | Участник 1               | Результат   | Участник 2                 | Штрафных баллов |
| --------------- | ------------------------ | ----------- | -------------------------- | --------------- |
| 2               | Тацуо Сасаки (JPN)       | Туше (8:55) | Харишчандра Бираджар (IND) | 8               |
| 3               | Али Хагилу (IRI)         | По очкам    | Дэвид Аспин (NZL)          | 7               |
| 2               | Джимми Мартинетти (SUI)  | По очкам    | Андре Бушоль (FRA)         | 6               |
| 1               | Василе Йорга (ROU)       | Туше (5:10) | Хесус Бланко (ARG)         | 7               |
| 5               | Ричард Барраклу (GBR)    | По очкам    | Констант Бенс (BEL)        | 6               |
| 1               | Джон Петерсон (USA)      | По очкам    | Петер Ноймайр (FRG)        | 3               |
| 0               | Ян Выпиржук (POL)        | Туше (5:58) | Гулам Дастагир (AFG)       | 8               |
| 1               | Курт Эльмгрен (SWE)      | По очкам    | Лупе Лара (CUB)            | 6               |
| 3               | Хайри Полат (TUR)        | Туше (5:58) | Ибрагим Диоп (SEN)         | 7,5             |
| 1,5             | Леван Тедиашвили (URS)   | По очкам    | Тумурийн Артаг (MGL)       | 4               |
| 1               | Хорст Штоттмайстер (GDR) | Туше (5:42) | Иван Илиев (BUL)           | 5               |
| 4               | Иштван Ковач (HUN)       | По очкам    | Тарас Хирб (CAN)           | 6               |

## Третий круг
| Штрафных баллов | Участник 1               | Результат   | Участник 2              | Штрафных баллов |
| --------------- | ------------------------ | ----------- | ----------------------- | --------------- |
| 3               | Тацуо Сасаки (JPN)       | По очкам    | Джимми Мартинетти (SUI) | 5               |
| 1               | Василе Йорга (ROU)       | Туше (7:10) | Али Хагилу (IRI)        | 7               |
| 3               | Петер Ноймайр (FRG)      | Туше (2:22) | Ричард Барраклу (GBR)   | 9               |
| 1               | Джон Петерсон (USA)      | Туше (6:35) | Ян Выпиржук (POL)       | 4               |
| 1,5             | Леван Тедиашвили (URS)   | Туше (8:44) | Курт Эльмгрен (SWE)     | 5               |
| 2               | Хорст Штоттмайстер (GDR) | По очкам    | Хайри Полат (TUR)       | 6               |
| 5               | Тумурийн Артаг (MGL)     | По очкам    | Иштван Ковач (HUN)      | 7               |
| 5               | Иван Илиев (BUL)         | Пропускал   |                         |                 |

## Четвёртый круг
| Штрафных баллов | Участник 1               | Результат   | Участник 2              | Штрафных баллов |
| --------------- | ------------------------ | ----------- | ----------------------- | --------------- |
| 4               | Тацуо Сасаки (JPN)       | По очкам    | Иван Илиев (BUL)        | 8               |
| 1               | Василе Йорга (ROU)       | Туше (7:31) | Джимми Мартинетти (SUI) | 9               |
| 4               | Петер Ноймайр (FRG)      | По очкам    | Ян Выпиржук (POL)       | 7               |
| 2,5             | Леван Тедиашвили (URS)   | По очкам    | Джон Петерсон (USA)     | 4               |
| 6               | Курт Эльмгрен (SWE)      | По очкам    | Тумурийн Артаг (MGL)    | 8               |
| 2               | Хорст Штоттмайстер (GDR) | Пропускал   |                         |                 |

## Пятый круг
| Штрафных баллов | Участник 1             | Результат | Участник 2               | Штрафных баллов |
| --------------- | ---------------------- | --------- | ------------------------ | --------------- |
| 6               | Тацуо Сасаки (JPN)     | Ничья     | Хорст Штоттмайстер (GDR) | 4               |
| 5               | Джон Петерсон (USA)    | По очкам  | Василе Йорга (ROU)       | 4               |
| 3,5             | Леван Тедиашвили (URS) | По очкам  | Петер Ноймайр (FRG)      | 7               |

## Шестой круг
| Штрафных баллов | Участник 1             | Результат | Участник 2               | Штрафных баллов |
| --------------- | ---------------------- | --------- | ------------------------ | --------------- |
| 6               | Джон Петерсон (USA)    | По очкам  | Хорст Штоттмайстер (GDR) | 7               |
| 4,5             | Леван Тедиашвили (URS) | По очкам  | Василе Йорга (ROU)       | 7               |